# اس‌ام‌اس استتین
اس‌ام‌اس استتین (به انگلیسی: SMS Stettin) یک کشتی بود که طول آن ۱۱۵٫۳ متر (۳۷۸ فوت) بود. این کشتی در سال ۱۹۰۷ ساخته شد.